# Olympische Sommerspiele 2012/Schießen – Trap (Männer)
Der Wettbewerb Trap der Männer bei den Olympischen Spielen 2012 in London wurde am 5. und 6. August 2012 in den Royal Artillery Barracks ausgetragen. 34 Schützen nahmen daran teil. 
Der Wettbewerb fand in zwei Runden statt, einer Qualifikations- und einer Finalrunde. In der Qualifikationsrunde hatte jeder Schütze fünf Serien à 25 Wurfscheiben zu schießen. Zehn Scheiben wurden dabei von links, zehn von rechts und fünf geradeaus geworfen, wobei jeder Schütze bis zu zwei Mal auf die Scheiben schießen konnte. Jeder Treffer ergab einen Punkt. Die sechs besten Schützen qualifizierten sich für das Finale. Im Finale wurde eine weitere Serie mit 25 Scheiben geworfen, jedoch durfte jeder Schütze nur einen Schuss pro Scheibe abgeben. Auch hier ergab jeder Treffer einen Punkt.
Die für das Finale qualifizierten Schützen sind hellgrün unterlegt.

## Titelträger
| Olympiasieger | David Kostelecký ( Tschechien) | 146 Punkte | Peking 2008                       |
| Weltmeister   | -                              | -          | seit 2009 keine WM-Disziplin mehr |

## Bestehende Rekorde
| Weltrekord Qualifikation         | Giovanni Pellielo ( Italien)                            | 125            | Nikosia, Zypern                  | 1. April 1994                 |
| Olympischer Rekord Qualifikation | Michael Diamond ( Australien) Alexei Alipow ( Russland) | 124            | Atlanta, USA Athen, Griechenland | 21. Juli 1996 15. August 2004 |
| Weltrekord Finale                | Karsten Bindrich ( Deutschland)                         | 149 (124 + 25) | Nikosia, Zypern                  | 10. Juli 2008                 |
| Olympischer Rekord Finale        | David Kostelecký ( Tschechien)                          | 146 (121 + 25) | Peking, Volksrepublik China      | 10. August 2008               |

## Qualifikation
| Platz | Schütze               | Nation                       | 1  | 2  | 3  | 4  | 5  | Punkte | Anmerkung |
| ----- | --------------------- | ---------------------------- | -- | -- | -- | -- | -- | ------ | --------- |
| 1     | Michael Diamond       | Australien                   | 25 | 25 | 25 | 25 | 25 | 125    | OR        |
| 2     | Fehaid al-Deehani     | Kuwait                       | 25 | 24 | 25 | 25 | 25 | 124    |           |
| 3     | Jesús Serrano         | Spanien                      | 24 | 25 | 24 | 25 | 25 | 123    |           |
| 4     | Massimo Fabbrizi      | Italien                      | 25 | 24 | 25 | 24 | 25 | 123    |           |
| 5     | Anton Glasnović       | Kroatien                     | 25 | 24 | 25 | 24 | 24 | 122    |           |
| 6     | Giovanni Cernogoraz   | Kroatien                     | 25 | 25 | 24 | 24 | 24 | 122    |           |
| 7     | Boštjan Maček         | Slowenien                    | 24 | 23 | 25 | 24 | 24 | 121    |           |
| 8     | Giovanni Pellielo     | Italien                      | 23 | 25 | 24 | 24 | 25 | 121    |           |
| 9     | Maxim Kosarew         | Russland                     | 23 | 25 | 25 | 24 | 24 | 121    |           |
| 10    | Rashid al-Athba       | Katar                        | 24 | 25 | 24 | 24 | 24 | 121    |           |
| 11    | Karsten Bindrich      | Deutschland                  | 24 | 25 | 25 | 23 | 23 | 121    |           |
| 12    | Erik Varga            | Slowakei                     | 24 | 25 | 24 | 25 | 23 | 121    |           |
| 13    | Alexei Alipow         | Russland                     | 24 | 22 | 25 | 25 | 24 | 120    |           |
| 14    | David Kostelecký      | Tschechien                   | 24 | 24 | 25 | 25 | 22 | 120    |           |
| 15    | Adam Vella            | Australien                   | 23 | 23 | 23 | 25 | 25 | 119    |           |
| 16    | Manavjit Singh Sandhu | Indien                       | 24 | 24 | 22 | 25 | 24 | 119    |           |
| 17    | Andreas Scherhaufer   | Österreich                   | 25 | 24 | 23 | 23 | 24 | 119    |           |
| 18    | Jiří Lipták           | Tschechien                   | 24 | 24 | 25 | 23 | 23 | 119    |           |
| 19    | Stéphane Clamens      | Frankreich                   | 23 | 25 | 25 | 24 | 22 | 119    |           |
| 20    | Sergio Pinero         | Dominikanische Republik      | 22 | 25 | 25 | 23 | 23 | 118    |           |
| 21    | Edward Ling           | Großbritannien               | 23 | 24 | 25 | 25 | 21 | 118    |           |
| 22    | Ahmed Zaher           | Ägypten                      | 23 | 22 | 23 | 24 | 25 | 117    |           |
| 23    | Glenn Kable           | Fidschi                      | 23 | 22 | 24 | 24 | 24 | 117    |           |
| 24    | Oğuzhan Tüzün         | Türkei                       | 23 | 23 | 25 | 24 | 22 | 117    |           |
| 25    | Alberto Fernández     | Spanien                      | 22 | 23 | 25 | 23 | 23 | 116    |           |
| 26    | Talal al-Rashidi      | Kuwait                       | 24 | 23 | 23 | 23 | 23 | 116    |           |
| 27    | Derek Burnett         | Irland                       | 24 | 23 | 23 | 23 | 23 | 116    |           |
| 28    | Jean Pierre Brol      | Guatemala                    | 25 | 22 | 24 | 22 | 23 | 116    |           |
| 29    | Danilo Caro Guarnieri | Kolumbien                    | 24 | 23 | 22 | 24 | 22 | 115    |           |
| 30    | Du Yu                 | China                        | 22 | 23 | 22 | 22 | 23 | 112    |           |
| 31    | Juan Carlos Pérez     | Bolivien                     | 23 | 22 | 23 | 21 | 21 | 110    |           |
| 32    | Dhaher al-Aryani      | Vereinigte Arabische Emirate | 21 | 21 | 23 | 23 | 19 | 107    |           |
| 33    | Joan Tomas            | Andorra                      | 21 | 19 | 20 | 21 | 22 | 103    |           |
| 34    | Andrej Kawalenka      | Belarus                      | 24 | 16 | 19 | 23 | 19 | 101    |           |

## Finale
| Platz | Schütze             | Nation     | Qualifikation | Finalpunkte | Gesamtpunkte | Stechen | Anmerkung |
| ----- | ------------------- | ---------- | ------------- | ----------- | ------------ | ------- | --------- |
| 1     | Giovanni Cernogoraz | Kroatien   | 122           | 24          | 146          | 6       | OR        |
| 2     | Massimo Fabbrizi    | Italien    | 123           | 23          | 146          | 5       | OR        |
| 3     | Fehaid al-Deehani   | Kuwait     | 124           | 21          | 145          | 4       |           |
| 4     | Michael Diamond     | Australien | 125           | 20          | 145          | 3       |           |
| 5     | Jesús Serrano       | Spanien    | 123           | 21          | 144          |         |           |
| 6     | Anton Glasnović     | Kroatien   | 122           | 21          | 143          |         |           |

Giovanni Cernogoraz ist der erste kroatische Olympiasieger im olympischen Schießsport.

Fehaid al-Deehani gewinnt die erste kuwaitische Medaille im Trap.